# یواس‌اس پورتلند (ال‌پی‌دی-۲۷)
یواس‌اس پورتلند (ال‌پی‌دی-۲۷) (به انگلیسی: USS Portland (LPD-27)) یک کشتی است که طول آن 208.5 m (684 ft) overall, می‌باشد.